# Zell (Börtlingen)
Zell ist ein Ortsteil der baden-württembergischen Gemeinde Börtlingen im Landkreis Göppingen.

## Geographie
Zell liegt am Austritt des oberen Marbachs aus dessen Waldtal in die offene Flur an der Kreisstraße 1408, die die Bundesstraße 297 nördlich von Rechberghausen mit dem Hauptort Börtlingen verbindet. Einen knappen Kilometer östlich befindet sich die benachbarte Gemeinde Birenbach.

## Geschichte
Der Ort – früher Zell unter Staufen bzw. Zell bei Bertlingen – gehörte vermutlich zur Gründungsausstattung des nahe gelegenen Klosters Adelberg und wurde urkundlich erstmals 1451 erwähnt. Neben Adelberg hatte auch das Faurndauer Stift Besitz in Zell. Ein angestauter See im Marbachtal (Zeller See) versorgte mehrere Mühlen.
1769 hatte Zell 50 Einwohner, bis 1844 wuchs die Einwohnerzahl auf 90. Der Ort erhielt erst 1955 über die Nachbargemeinde Birenbach Anschluss an die Trinkwasserversorgung.